# Live in Marciac (album de Brad Mehldau)
Cet article concerne l'album de Brad Mehldau. Pour l'album de Biréli Lagrène, voir Live in Marciac.
Albums de Brad Mehldau
Highway Rider
(2010) Ode
(2012)
Live in Marciac est un double album en solo du pianiste de jazz américain Brad Mehldau sorti en 2011 chez Nonesuch Records. Il a été enregistré live à Jazz in Marciac le 2 août 2006. L'album est accompagné d'un DVD reprenant tous les titres (sauf Dat Dere), réalisé par Samuel Thiebaut, sur lequel on trouve une transcription de Resignation par Philippe André.
Brad Mehldau n'avait jamais joué My Favorite Things en concert, considérant la version de John Coltrane comme « sacrée ». Melhdau raconte que c'est venu au dernier moment, alors qu'il réfléchissait à un morceau pour le rappel. C'est pour lui une des meilleures performances du concert.

## Liste des pistes
- Disque 1

| No | Titre                                | Musique                          | Durée |
| -- | ------------------------------------ | -------------------------------- | ----- |
| 1. | Storm                                | Brad Mehldau                     | 4:30  |
| 2. | It's Allright with me                | Cole Porter                      | 5:22  |
| 3. | Secret Love                          | Sammy Fain, Paul Francis Webster | 7:14  |
| 4. | Unrequited                           | Brad Mehldau                     | 8:22  |
| 5. | Resignation                          | Brad Mehldau                     | 10:25 |
| 6. | Trailer Park Ghost                   | Brad Mehldau                     | 10:12 |
| 7. | Goodbye Storyteller (for Fred Myrow) | Ray Noble                        | 7:31  |
| 8. | Exit Music (for a Film)              | Radiohead                        | 7:47  |

- Disque 2

| No | Titre                 | Musique                               | Durée |
| -- | --------------------- | ------------------------------------- | ----- |
| 1. | Things Behind the Sun | Nick Drake                            | 7:48  |
| 2. | Lithium               | Kurt Cobain                           | 4:32  |
| 3. | Lilac Wine            | James Alan Shelton                    | 9:19  |
| 4. | Martha My Dear        | John Lennon, Paul McCartney           | 6:56  |
| 5. | My Favorite Things    | Richard Rodgers, Oscar Hammerstein II | 6:31  |
| 6. | Dat Dere              | Bobby Timmons                         | 5:50  |

## Personnel
- Brad Mehldau - piano